# Mindre kornellmal
Mindre kornellmal, Antispila petryi, är en fjärilsart som först beskrevs av Wilhelm Martini, 1898.  Mindre kornellmal ingår i släktet Antispila, och familjen hålmalar, Heliozelidae. Arten är reproducerande och enligt rödlistan livskraftig, LC i Sverige. Inga underarter finns listade i Catalogue of Life.

## Bildgalleri

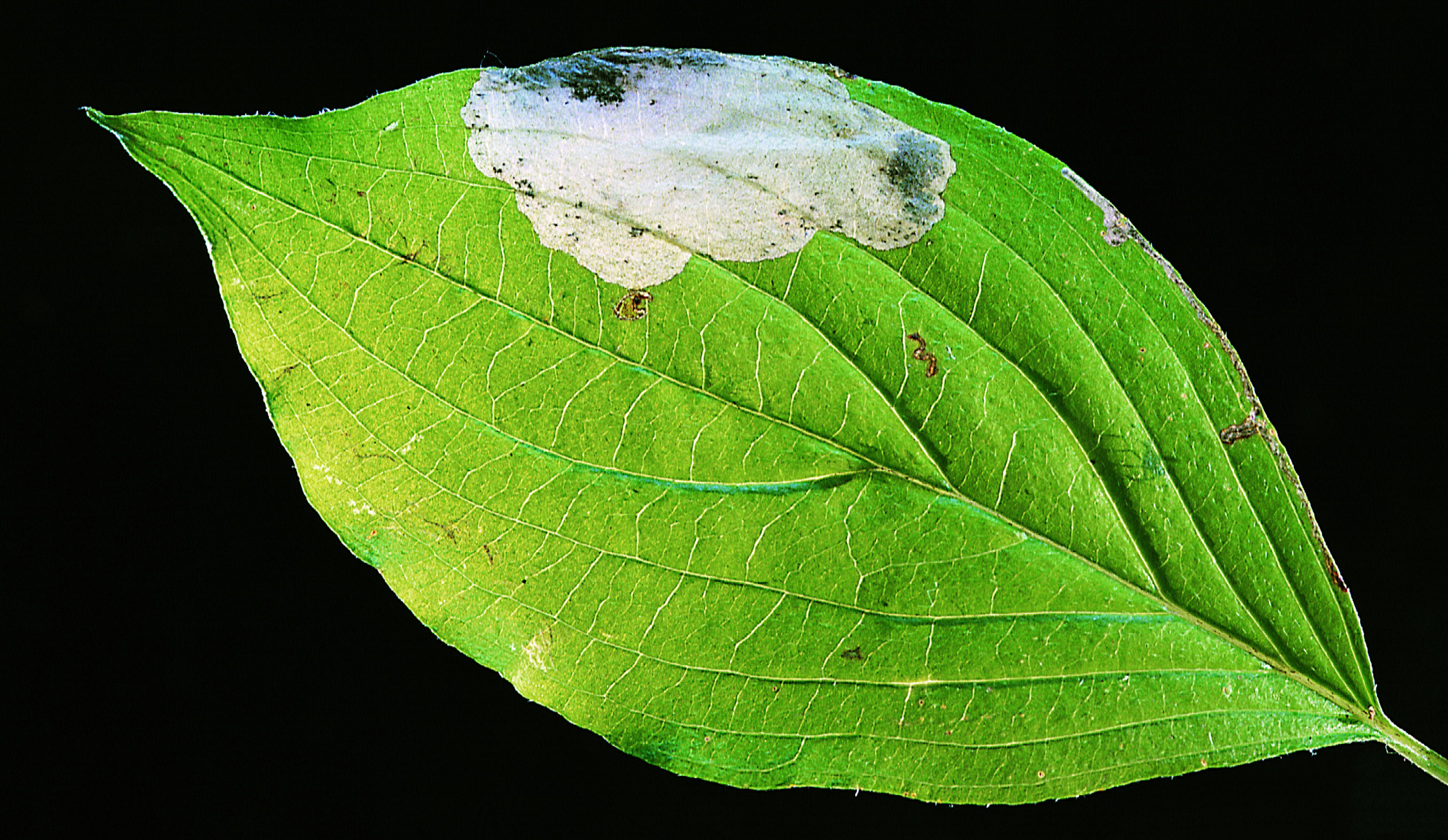
Fläckmina av kornellmalens larv
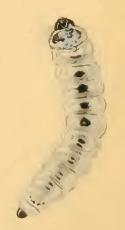
Fjärilens larv
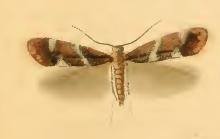
Illustration av Preparerad (uppnålad) imago fjäril